# Michael Soosairaj
Michael Soosairaj (Eraviputhenthurai, 30 ottobre 1994) è un calciatore indiano, centrocampista del Gokulam Kerala.

## Carriera

### Club
Ha giocato nella prima divisione indiana.

### Nazionale
Il 5 giugno 2019 ha esordito in nazionale.

## Statistiche

### Presenze e reti nei club
| Stagione               | Squadra                | Campionato             | Campionato | Campionato | Coppe nazionali | Coppe nazionali | Coppe nazionali | Coppe continentali | Coppe continentali | Coppe continentali | Altre coppe | Altre coppe | Altre coppe | Totale | Totale |
| Stagione               | Squadra                | Comp                   | Pres       | Reti       | Comp            | Pres            | Reti            | Comp               | Pres               | Reti               | Comp        | Pres        | Reti        | Pres   | Reti   |
| ---------------------- | ---------------------- | ---------------------- | ---------- | ---------- | --------------- | --------------- | --------------- | ------------------ | ------------------ | ------------------ | ----------- | ----------- | ----------- | ------ | ------ |
| 2020-2021              | ATK Mohun Bagan        | ISL                    | 1          | 0          | -               | -               | -               | AFC Cup            | 1                  | 0                  | -           | -           | -           | 2      | 0      |
| 2021-2022              | ATK Mohun Bagan        | ISL                    | 5          | 0          | -               | -               | -               | AFC Cup            | 0                  | 0                  | -           | -           | -           | 5      | 0      |
| Totale ATK Mohun Bagan | Totale ATK Mohun Bagan | Totale ATK Mohun Bagan | 6          | 0          |                 | -               | -               |                    | 1                  | 0                  |             | -           | -           | 7      | 0      |
| 2022-2023              | Odisha                 | ISL                    | 1          | 0          | SC              | 1               | 0               | QAFC Cup           | 0                  | 0                  | DC          | 3           | 0           | 5      | 0      |
| 2023-2024              | Odisha                 | ISL                    | 1          | 0          | SC              | 0               | 0               | AFC Cup            | 1                  | 0                  | DC          | -           | -           | 2      | 0      |
| Totale Odisha          | Totale Odisha          | Totale Odisha          | 2          | 0          |                 | 1               | 0               |                    | 1                  | 0                  |             | 3           | 0           | 7      | 0      |
| 2024-2025              | Gokulam Kerala         | IL                     | 0          | 0          | SC              | 0               | 0               | -                  | -                  | -                  | DC          | 0           | 0           | 0      | 0      |
| Totale carriera        | Totale carriera        | Totale carriera        | 8          | 0          |                 | 1               | 0               |                    | 2                  | 0                  |             | 3           | 0           | 14     | 0      |

### Cronologia presenze e reti in nazionale
| Cronologia completa delle presenze e delle reti in nazionale ― India | Cronologia completa delle presenze e delle reti in nazionale ― India | Cronologia completa delle presenze e delle reti in nazionale ― India | Cronologia completa delle presenze e delle reti in nazionale ― India | Cronologia completa delle presenze e delle reti in nazionale ― India | Cronologia completa delle presenze e delle reti in nazionale ― India | Cronologia completa delle presenze e delle reti in nazionale ― India | Cronologia completa delle presenze e delle reti in nazionale ― India |
| Data                                                                 | Città                                                                | In casa                                                              | Risultato                                                            | Ospiti                                                               | Competizione                                                         | Reti                                                                 | Note                                                                 |
| -------------------------------------------------------------------- | -------------------------------------------------------------------- | -------------------------------------------------------------------- | -------------------------------------------------------------------- | -------------------------------------------------------------------- | -------------------------------------------------------------------- | -------------------------------------------------------------------- | -------------------------------------------------------------------- |
| 5-6-2019                                                             | Buriram                                                              | Curaçao                                                              | 3 – 1                                                                | India                                                                | King's Cup 2019 - Semifinale                                         | -                                                                    | 67’                                                                  |
| Totale                                                               |                                                                      | Presenze                                                             | 1                                                                    |                                                                      | Reti                                                                 | 0                                                                    |                                                                      |

## Palmarès

### Competizioni nazionali
- Indian Super League: 1

ATK: 2019-2020
- Super Cup (India): 1

Odisha: 2023